# هادسون پسیفیک
هادسون پسیفیک (انگلیسی: Hudson Pacific) شرکت املاک آمریکایی است، که در سال ۲۰۰۹ تأسیس شد.